# Geschichte Sewastopols
Sewastopol (russisch und ukrainisch Севастополь) ist die größte Stadt der autonomen Halbinsel Krim, Ukraine.

## Urgeschichte
Schon vor 300.000 Jahren sollen frühe Vertreter der menschlichen Rasse in Höhlen und den Grotten bei Chersonesos gesiedelt haben.

## Antike

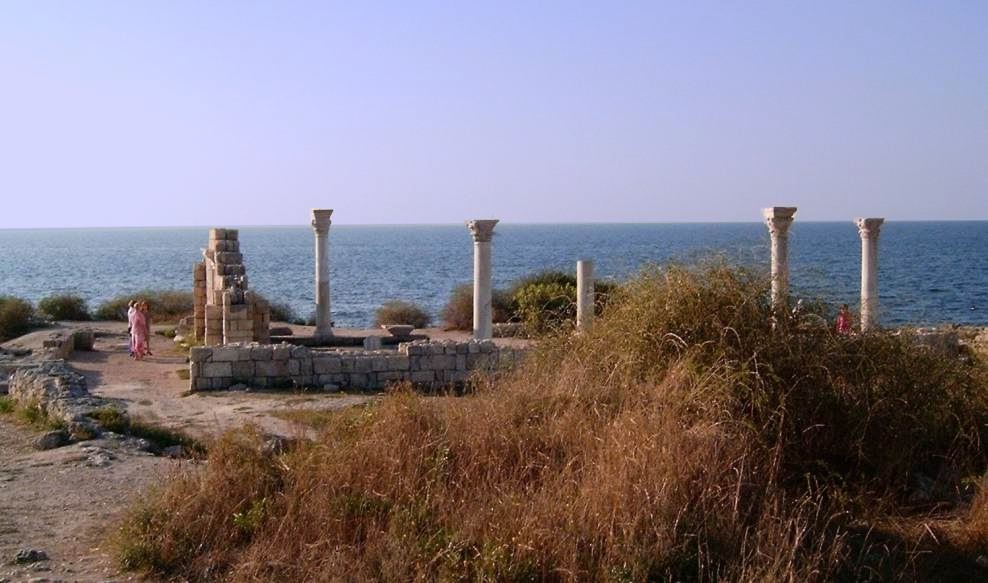
Ruinen von Chersonesos in Sewastopol

Im Jahre 422 vor Christus entstanden die ersten griechischen Kolonien auf der Krim. Kolonisten aus Herakleia Pontike besiedelten Kalamita (heute Sewastopol) und Chersones. Sie vertrieben die als räuberisch geltenden Taurer und errichteten griechische Festungen mit dazugehörenden Häfen. Sie bauten nachweislich auf der Krim auch erstmals Wein an sowie Getreide und Obst und gaben ihrer Siedlung eine demokratische Verfassung. Heute noch befinden sich am Rande der Stadt die Ruinen der griechischen Stadt Chersones.

## Neuzeit

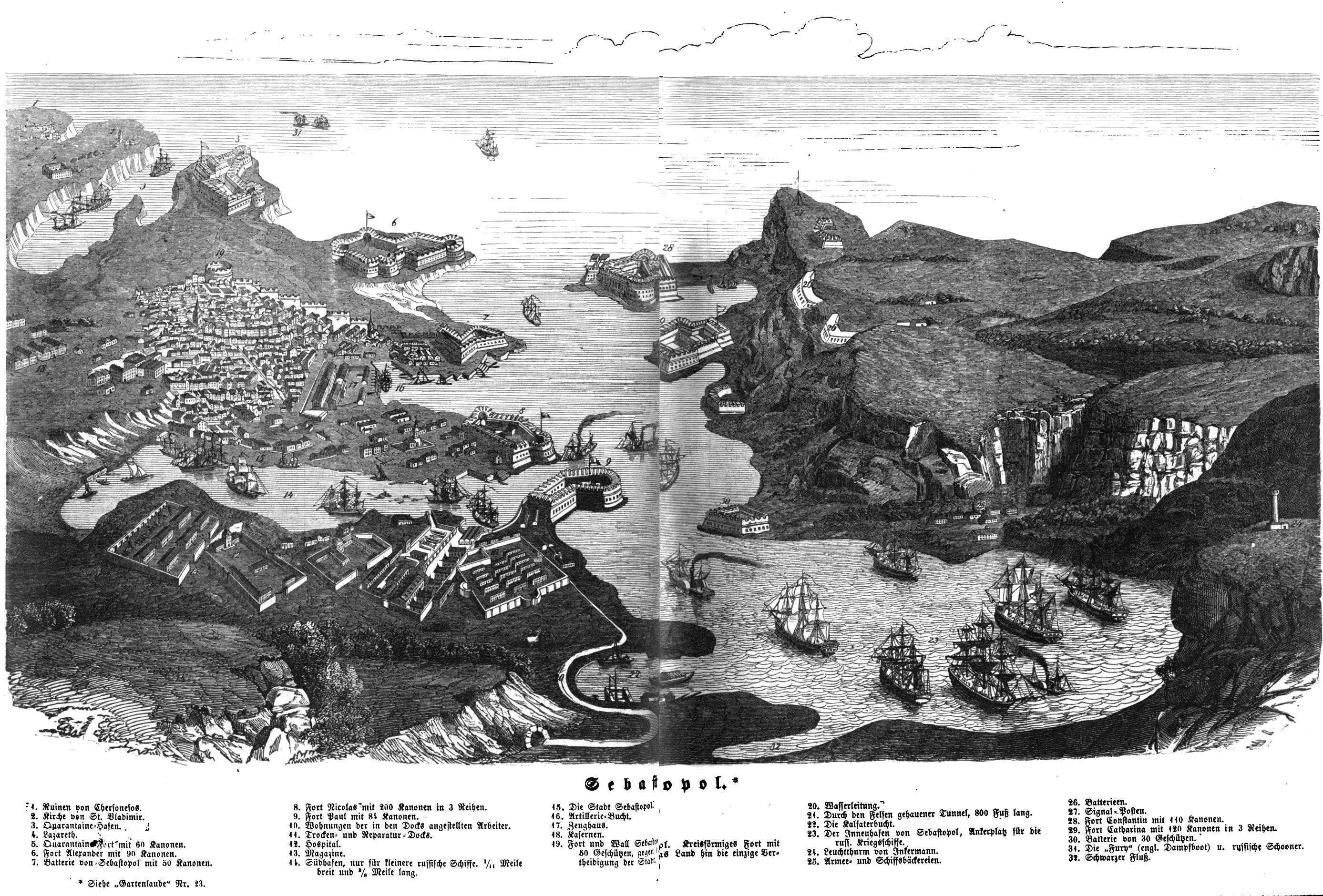
Sewastopol (1854)

Gegründet wurde die Stadt im Jahre 1783, als Russland die Krim besetzte. Früher war sie unter dem Namen „Sebastopol“ bekannt, im Türkischen heißt sie „Akyar“. Auf Grund ihrer militärischen Bedeutung war die blühende Handelsstadt Sewastopol im Krimkrieg schwer umkämpft. Vom 5. Oktober 1854 bis zum 8. September 1855 beschossen und bombardierten die vereinigten Armeen der Franzosen, Engländer, Türken und Sarden die von den Russen gehaltene Hafenstadt. Nach elfmonatiger Belagerung war die ganze Stadt ein Trümmerhaufen. Nach dem Pariser Frieden wurde sie allmählich wieder aufgebaut, gelangte jedoch nicht wieder zum früheren Wohlstand.

## Weltkriege

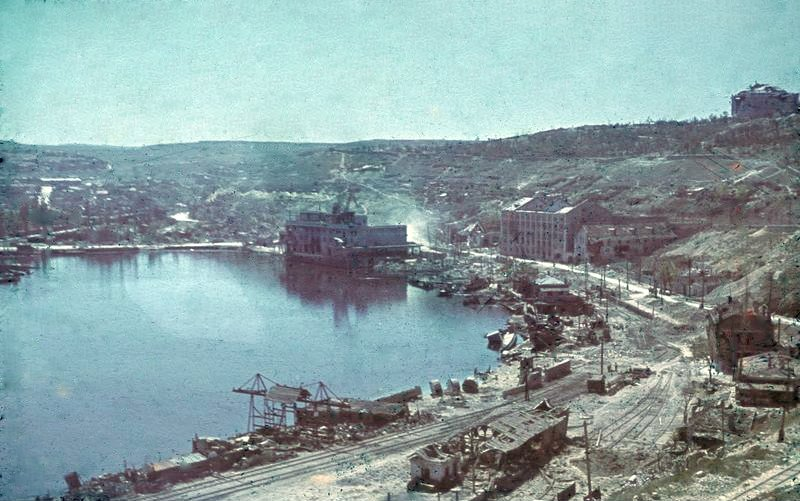
Zerstörter Hafen von Sewastopol, 1942

Deutsche Truppen, die das Hetmanat Pawlo Skoropadskyjs stützten, besetzten Sewastopol am 1. Mai 1918 kampflos; sie blieben bis Dezember 1918.
Im Zweiten Weltkrieg wurde Sewastopol von Ende Oktober 1941 bis Anfang Juli 1942 von deutschen Truppen belagert. Zeitweise versteckten sich mehr als 100.000 Soldaten und Zivilisten in einem in den Fels getriebenen Labyrinth unter der Stadt. Als deutsche Einheiten in der ersten Juniwoche 1942 oberirdische Zugänge zum Labyrinth fanden, gossen sie Benzin hinein und entzündeten es. Dabei verbrannten und erstickten Tausende der Eingeschlossenen. Nach der Schlacht waren nur noch neun Gebäude der Stadt unbeschädigt. Wegen des beharrlichen Widerstandes gegen die deutschen und rumänischen Belagerer und der hohen Zahl der Todesopfer wurde Sewastopol 1945 zur Heldenstadt erklärt.
In der Stadt bestand das Kriegsgefangenenlager 241 für deutsche Kriegsgefangene des Zweiten Weltkriegs. Schwer Erkrankte wurden im Kriegsgefangenenhospital 3318 versorgt.

## Nachkriegszeit und Sowjetunion
1954 kam auf Beschluss des obersten Sowjet mit dem  damaligen Ersten Sekretär der KPdSU (Kommunistische Partei der Sowjetunion) Nikita Chruschtschow, die Halbinsel Krim von der russischen zur ukrainischen Sowjetrepublik. Das betraf natürlich  auch die Hafenstadt Sewastopol, Schauplatz unzähliger russischer Legenden vom Krimkrieg bis zur Belagerung durch die deutsche Wehrmacht, Sitz der vielbesungenen Schwarzmeerflotte. Solange die Sowjetunion existierte, war dies nur eine politische Entscheidung ohne Folgen.

## Post-sowjetische Zeit
Als die Sowjetunion 1991 auseinanderbrach, wurden die existierenden Republiken gegenseitig  mit ihren Territorien anerkannt. In einer Abstimmung befürworteten die Bürger aller Regionen der Ukraine, auch der Krim, mehrheitlich den Verbleib in der Ukraine. Die Russische Föderation wollte den Heimathafen der traditionsreichen sowjetischen Schwarzmeerflotte „behalten“. 
Der Flottenvertrag von 1997, der der russischen Marine bis 2017 zu bleiben erlaubte, entspannte die Situation wenigstens vordergründig.
Als Heimathafen der sowjetischen Schwarzmeerflotte war Sewastopol bis 1991 eine geschlossene Stadt, in die auch die Krimbewohner nur mit einem Passierschein einreisen konnten. Noch heute markiert das kleine weiße Gebäude der Polizeistation an der Stadtgrenze die ehemals „verbotene Stadt“.
Nach einem Ukas des ersten und letzten Krimpräsidenten, dem Russen Jurij Meschkov, öffnete sich die Stadt 1994 zuerst für die Krimbewohner, später auch für alle Ukrainer und auch Touristen.
Sewastopol unterstand bis zum 21. März 2014 direkt der ukrainischen Zentralregierung in Kiew und nicht der Regierung der autonomen Halbinsel Krim. In der Ukraine hat nur noch die Hauptstadt Kiew diesen Sonderstatus.
Seit 21. März 2014, nach der völkerrechtswidrigen Annexion der Krim durch Russland, sieht die Ukraine die Krim und die Stadt Sewastopol als vorübergehend besetzte Gebiete des Territoriums der Ukraine an. (siehe Resolution 68/262 der UN-Generalversammlung)

## Die wichtigsten Daten im Überblick
| Jahr          | Ereignis |
| ------------- | --- |
| 422 v. Chr.   | Griechische Kolonisten aus Herakleia Pontike besiedeln Kalamita und Chersones (Stadt)                                              |
| 1783          | Stadtgründung unter russischer Besetzung                                                                                           |
| 1854 bis 1855 | Krimkrieg |
| 1942          | Zerstörung von Sewastopol durch die deutsche Wehrmacht                                                                             |
| 1945          | Sewastopol wird zur „Heldenstadt“ erklärt                                                                                          |
| 1954          | Nikita Chruschtschow verschenkt die Krim mit Sewastopol an die ukrainische Sowjetrepublik                                          |
| 1991          | Zusammenbruch der Sowjetunion |
| 1994          | Öffnung der „verbotenen Stadt“ Sewastopol für Krimbewohner                                                                         |
| 1996          | Öffnung der „verbotenen Stadt“ Sewastopol für alle Ukrainer und Ausländer                                                          |
| 1997          | Flottenvertrag zwischen der Ukraine und der Russischen Föderation über den Verbleib der russischen Schwarzmeerflotte in Sewastopol |
| 2014          | Referendum über den Status der Krim, Annexion der Krim durch Russland                                                              |
| 2017          | Oben genannter Vertrag von 1997 läuft ab                                                                                           |